# Макроцистис

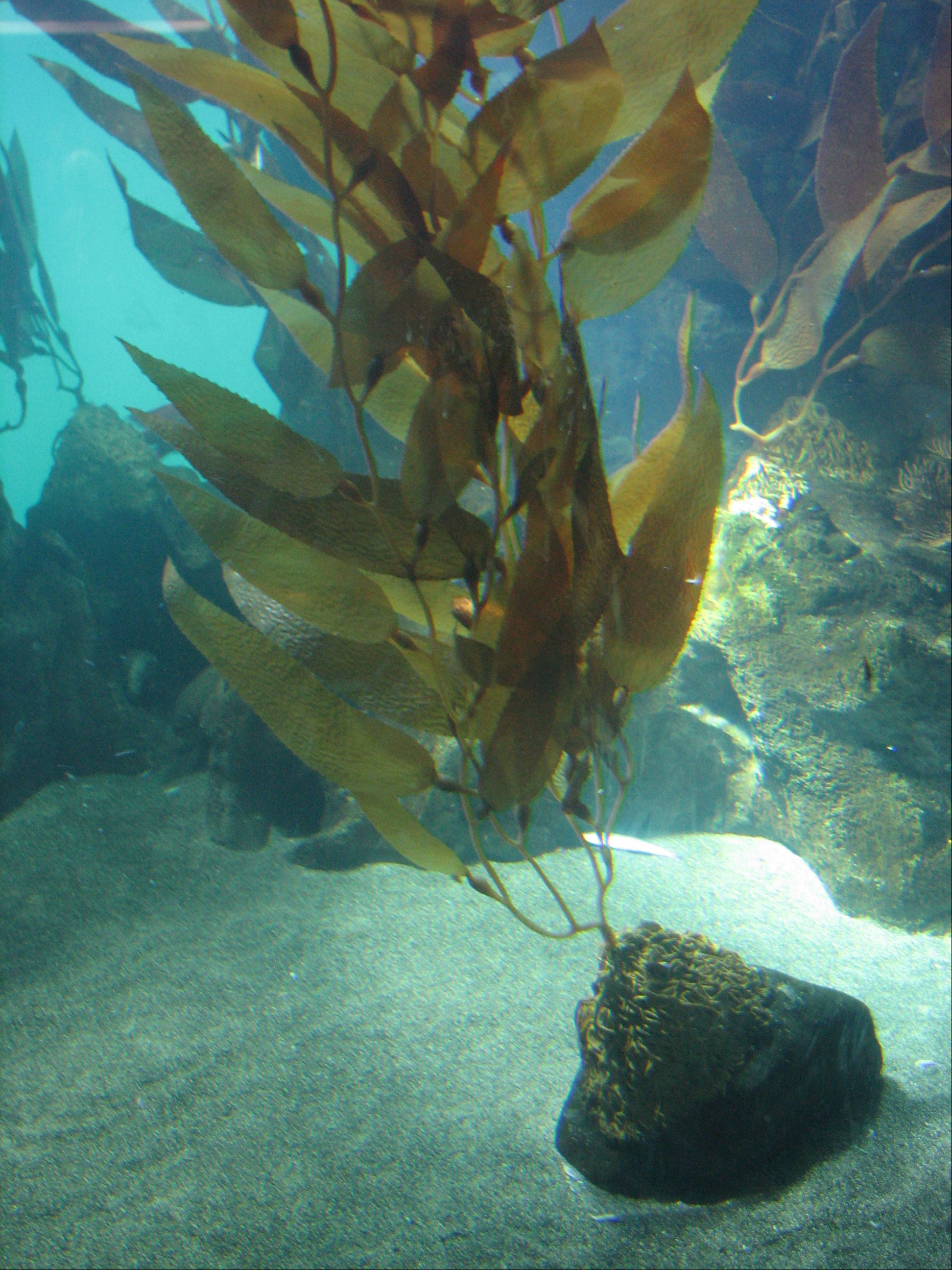
Макроцистис.

Макроцистис (лат. Macrocystis) — род бурых водорослей из семейства ламинариевых. Включает самые крупные из известных водорослей, превышающие длину 45 метров. Отдельные экземпляры живут до 8—10 лет, хотя обычно жизнь водоросли короче. Используются в аквакультуре. Широко распространены у морских берегов субтропической, умеренной и субантарктической зон Южного полушария, а также вдоль северо-восточного побережья Тихого океана от штата Южная Калифорния (Мексика), до города Ситка на Аляске (США). Растут на скалистых и каменистых грунтах на глубине 20—30 м.

## Краткое описание
У представителей рода слоевище крепится к грунту ризоидами. Ствол имеет несколько длинных ветвей, на которых находится большое количество однолетних листовых пластин длиной 1 м и шириной 20 см с воздушными пузырями в основании. Само растение многолетнее, но его ветви с листовидными пластинами однолетние. Спорангии образуются на нижних пластинах-спорофиллах. Цикл жизни, чередование гетероморфных гаметофита и спорофита, сходен с жизненным циклом других бурых водорослей.
Насчёт длины макроцистиса существуют разные мнения. Если взять свежие источники, то в обзоре английского ботаника Г. Прескотта указывается: от 60 до 213 метров.

## Внешний вид
Макроцистис похож на гирлянду флажков неправильной формы или на хвост воздушного змея, унизанный лохмушками. Макроцистис намертво прикрепляется к грунту или скалам ризоидами, служащими водорослям чем-то вроде корней. В большой шторм кусок камня с макроцистисом может оторваться от скалы, но макроцистис никогда не оторвется от камня. — http://infotags.ru/mir190_1.htm

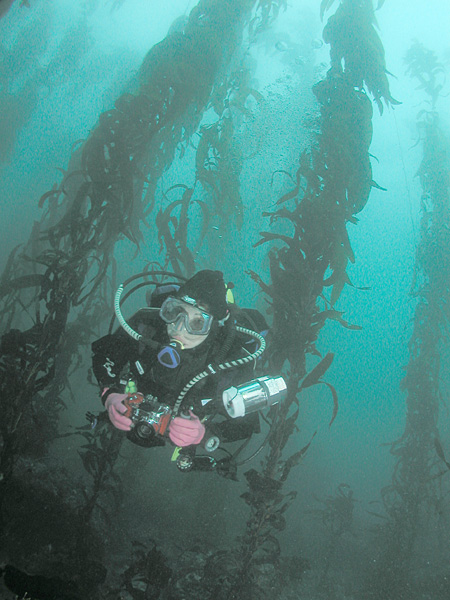
Заросли макроцистиса.

Макроцистис имеет форму стебля, сперва поднимающегося вверх, а затем у самой поверхности воды поворачивающегося и идущего горизонтально в направлении морского течения. Слоевище длиной до 45 м (масса до 150 кг) с ризоидами и листообразными пластинами, с воздушными пузырями, поддерживающими ветви и пластины у поверхности.х лучей, проникающих на большую глубину. Длинный тонкий ствол несёт на себе многочисленные пластинки. Верхушечная пластинка отделяет новые пластинки посредством косых разрывов с одной своей стороны. Основания пластинок грушевидно вздуты, содержат газовый пузырь. За счёт этого и длины ветвей верхняя часть таллома плавает у поверхности воды. Рост таллома происходит за счёт вставочных меристем, располагающихся между стволиком и пластинками.
Таллом сложно организован, имеет кору, неокрашенные промежуточный слой и сердцевину. Сердцевина содержит крупные ситовидные трубки, обеспечивающие транспорт органических веществ. Вещества перемещаются от активно фотосинтезирующих частей таллома к ризоидам и активно растущей верхушке, скорость их транспорта может достигать 78 см в час. Строение ситовидных трубок у макроцистиса иное, чем у цветковых растений; они лишены клеток-спутников, но имеют много митохондрий.

## Выращивание
Из-за возможности подрыва естественных ресурсов водорослей учёные исследуют возможности выращивания макроцистиса, а именно макроцистиса грушевидного (Мacrocystis pyrifera) на плантациях. Так как эта водоросль быстро восстанавливается, возможно собирать до 3 урожаев в год.
Опыты по её выращиванию уже провели в США, Франции и некоторых других государствах.
В Калифорнии уже выращивают макроцистис грушевидный на морских фермах как пищевой продукт, на удобрение, как энергетическое сырьё (для получения газа и других видов горючего). Макроцистис также используется для получения солей альгиновой кислоты, которые применяются в целлюлозно-бумажной, парфюмерной, фармацевтической, консервной промышленности, а также в металлургии, электросварке и производстве строительных материалов, и других химических продуктов.

### Способ выращивания
При выращивании макроцистиса рассаду укрепляют на сетке из искусственных волокон и погружают на глубину 12—24 м. Для обогащения поверхностных вод биогенами и улучшения роста водорослей требуется поднимать глубинные, обогащённые биогенами воды в верхние горизонты. На площади 1 га размещают около 1 тысячи растений, которые дают 300—500 тонн сырой массы в год. Собирают водоросли со специальных судов, срезающих и собирающих верхние части растений.

## Значение в природе

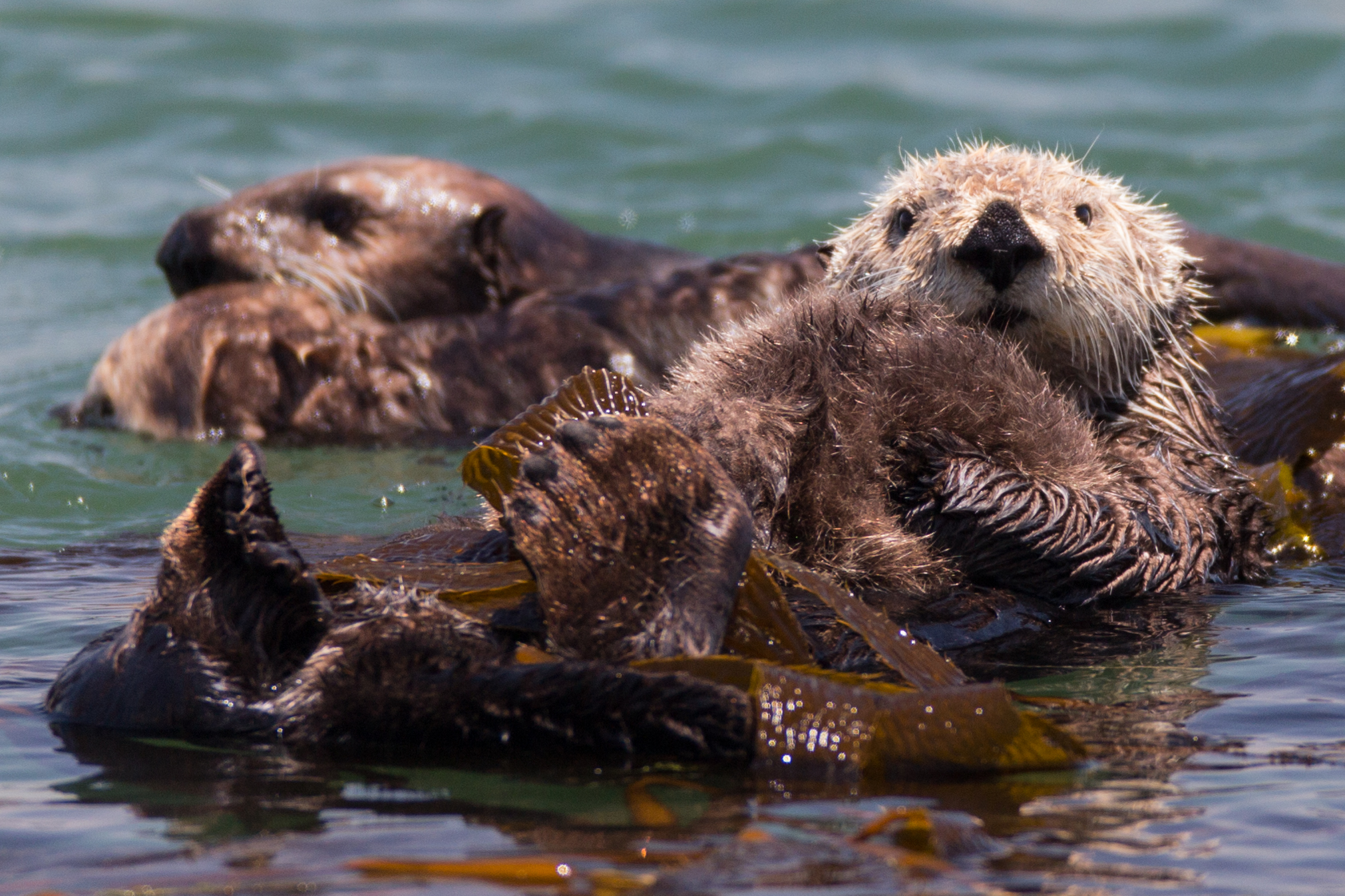
Морская выдра-калан, обитающая в зарослях макроцистиса, в «спальне» из водорослей.

Чарльз Дарвин, изучая эту водоросль у берегов Южной Америки, пришел к выводу, что её «леса» поддерживают существование гораздо большего числа видов, чем любое другое растение на Земле. Особенно важен макроцистис для морских ежей, моллюсков и рыб. Также леса из макроцистиса являются приютом для исчезающего вида — морских выдр. Каланы сооружают себе спальни из водорослей и охотятся на морских ежей, обитающих в их зарослях.

## Ссылка
- Algaebase: Macrocystis C.Agardh, 1820: 46
- Музей ИБМ ДВО РАН: Гиганты подводного мира
- Род Макроцистис (англ.) в Мировом реестре морских видов (World Register of Marine Species).
- Макроцистис
- Подводные леса Монтеррея (недоступная ссылка)
- От водоросли к калану (недоступная ссылка)
- Бурые водоросли (недоступная ссылка)